# Oldřiška Marešová
Oldřiška Marešová (* 14. Oktober 1986 in Litoměřice, Tschechoslowakei) ist eine ehemalige tschechische Leichtathletin, die sich auf den Hochsprung spezialisiert hat.

## Sportliche Laufbahn
Erste internationale Erfahrungen sammelte Oldřiška Marešová im Jahr 2003, als sie bei den Jugendweltmeisterschaften im kanadischen Sherbrooke mit übersprungenen 1,81 m den vierten Platz belegte. Anschließend gewann sie beim Europäischen Olympischen Jugendfestival (EYOF) in Paris mit 1,82 m die Bronzemedaille. Im Jahr darauf belegte sie bei den Juniorenweltmeisterschaften in Grosseto mit 1,87 m den sechsten Platz und 2005 gelangte sie bei den Junioreneuropameisterschaften in Kaunas mit 1,82 m ebenfalls auf Rang sechs. 2009 klassierte sie sich bei der Sommer-Universiade in Belgrad mit 1,85 m auf dem sechsten Platz und 2011 wurde sie bei den Studentenweltspielen in Shenzhen mit 1,86 m erneut Sechste. Im Jahr darauf schied sie bei den Europameisterschaften in Helsinki mit 1,83 m in der Qualifikationsrunde aus und anschließend verpasste sie auch bei den Olympischen Sommerspielen in London mit 1,80 m den Finaleinzug. 2015 schied sie bei den Halleneuropameisterschaften in Prag mit 1,87 m in der Vorrunde aus und im August kam sie bei den Weltmeisterschaften in Peking mit 1,89 m auch nicht über die Vorrunde hinaus. 2019 beendete sie dann ihre aktive sportliche Karriere im Alter von 33 Jahren.
In den Jahren 2010 und 2011 sowie 2014 und 2015 wurde Marešová tschechische Meisterin im Hochsprung im Freien sowie von 2010 bis 2012 auch in der Halle.